# Dolenje Skopice
Dolenje Skopice je naselje u Općini Brežice u istočnoj Sloveniji. Dolenje Skopice se nalazi u pokrajini Dolenjskoj i statističkoj regiji Donjoposavskoj.

## Stanovništvo
Prema popisu stanovništva iz 2002. godine Dolenje Skopice su imale 209 stanovnika.

### Etnički sastav
1991. godina:
- Slovenci: 215 (98,2%)
- Hrvati: 2
- nepoznato: 2

## Vanjske poveznice
- Satelitska snimka naselja  Arhivirana inačica izvorne stranice od 29. srpnja 2017. (Wayback Machine)